# Intermezzi für das Pianoforte opus 65
(Acht) Intermezzi für das Pianoforte is een verzameling werkjes van Christian Sinding. Het maakt deel uit van de uitgebreide verzameling muziek voor piano solo van de Noorse componist. Bijna al die werkjes worden nooit meer gespeeld.
De acht intermezzi zijn:
1. Poco maestoso in C-majeur
2. Allegretto in F-majeur
3. Allegro in Bes majeur
4. Allegro deciso in Es majeur
5. Non troppo allegro
6. Non troppo moderato
7. Allegretto in C-majeur
8. Animato in b-mineur/B-majeur

Sinding schreef eenzelfde aantal intermezzi voor Intermezzi für das Pianoforte opus 72.